# مورغان بروكس
مورغان بروكس (بالإنجليزية: Morgan Brooks)‏ هو مخترِع أمريكي، ولد في 12 مارس 1861، وتوفي في 23 أبريل 1947.